# Peter Leibing
 (avril 2025).
Motif : page déjà supprimée en 2016, voir Discussion:Peter Leibing/Admissibilité.
- Archive Wikiwix
- Bing
- Cairn
- DuckDuckGo
- E. Universalis
- Gallica
- Google
- G. Books
- G. News
- G. Scholar
- Persée
- Qwant
- (zh) Baidu
- (ru) Yandex
- (wd) trouver des œuvres sur Wikidata

| 1. | Préciser le motif de la pose du bandeau. | Précisez le motif de la pose du bandeau en utilisant la syntaxe suivante : {{admissibilité à vérifier\|date=juin 2025\|motif=remplacez ce texte par le motif}}                     |
| 2. | Informer les utilisateurs concernés.     | Pensez à avertir le créateur de l'article, par exemple, en insérant le code ci-dessous sur sa page de discussion : {{subst:avertissement admissibilité à vérifier\|Peter Leibing}} |

Peter Leibing (né en 1941 et mort le 2 novembre 2008) est un photographe allemand connu pour sa photographie prise en 1961 montrant le garde-frontière est-allemand Conrad Schumann sautant une clôture de barbelés pendant la construction du mur de Berlin.
Leibing naît à Hambourg en 1941. Le 15 août 1961, alors qu'il travaille pour l'agence photographique hambourgeoise Contiepress, il est informé par la police qu'un garde-frontière est-allemand pourrait tenter de s'échapper par le mur de Berlin, alors en son troisième jour de construction. À ce stade, le mur n'était qu'une simple clôture de barbelés. Alors que des personnes du côté ouest criaient Komm rüber ! (« Viens de ce côté ! »), Leibing capture la photographie de Schumann sautant la clôture de barbelés pour s’échapper. Cette image devient l’une des plus célèbres de la guerre froide et reçoit le prix de la Overseas Press Club de la meilleure photographie de 1961.
Peter Leibing poursuit sa carrière comme photographe, puis comme éditeur photo jusqu'à sa retraite, travaillant notamment comme photographe de la police ainsi que pour le Hamburger Echo, le Hamburger Morgenpost et le Hamburger Abendblatt.
Leibing meurt le 2 novembre 2008. Les droits de sa célèbre photographie du garde-frontière est-allemand en fuite appartiennent aujourd'hui à Conibeta GmbH.